# Менахем Мендель из Витебска
Рабби Менахем Мендель из Витебска (1730, Витебск, Речь Посполитая — 8 мая 1788, Тверия, Османская империя) — деятель хасидизма третьего поколения. Сыграл особую роль в истории хасидизма — основал движение хасидизма на территории ВКЛ, а затем в Палестине. Его авторитет признавали большинство направлений хасидизма.

## Биография
Менахем Мендель родился в Витебске у Моше и Либы. Отец Моше был приближенным Бааль Шем Това, к которому привел сына впервые, когда ему было девять лет. Затем некоторое время  учился у Маггида в Ровно. Женился на дочери Райзель из Минска и поселился в доме своего тестя в Минске. Менахем Мендель быстро приобрел известность ученого человека и к нему начали приходить евреи за советом и иногда с просьбой как к главе бейт-дина разобрать спор. После того как он осудил местного влиятельного богача, последний не остался в долгу и начал преследования Менахем Менделя. Менахему Менделю пришлось по причине преследования бежать в Радошковичи, а затем в соседний Городок. После смерти Маггида вернулся в Витебск, где стал признанным лидером хасидов ВКЛ.
Вместе с рабби Шнеуром Залманом из Ляд пытался встретиться с Виленским Гаоном, чтобы убедить последнего в достаточной набожности хасидов, однако встреча так и не состоялась.
В 1777 году он вместе с 300 своими последователями перебрался в Палестину. Перед путешествием он посетил своего духовного брата Якова Йосефа из Полонного, который так описал его своим ученикам: «рабби Мендель, чтобы силы зла не могли коснуться его, укрыл своё великое смирение в золе тщеславия». Вначале поселился в Цфате, древнем городе каббалистов, однако из-за преследования митнагедов был вынужден переехать в Тверию. Некоторое время жил в Пкиине. Похоронен на хасидском кладбище в Тверии.
Так рабби Мендель наделил движение хасидизма местом, центральным не по расположению, но по духу, и органично связал его с былыми временами. Он сделал Святую Землю элементом новой жизни. Рабби Менахем Мендель всегда оставался близок к тем, кого он оставил в диаспоре, и поддерживал с ними постоянный контакт.

## Ученики
- Шнеур Залман из Ляд[2].
- Авраам Калискер
- Барух из Косова
- Залман Вильнер

## Изречения
- Я не знаю, чем я лучше червя. Ибо смотрите: он исполняет волю творца своего и ничего не разрушает.
- И в том, что пучок соломы, брошенный на улице, лежит вдоль, а не поперёк — проявление присутствия Божьего.
- Слова хотя бы одного человека, который обвиняет тебя, более весомы, нежели слова сотни людей, тебя хвалящих. Ибо какая мне польза от всех этих похвал?
- Моя миссия на земле состоит в том, чтобы найти пустоту (во мне и вне меня) и заполнить её.
- Бояться наказания — пустое дело. Вот греха мы должны бояться.
- Человек есть язык Бога.
- Подобно всем хасидским Учителям, Менахем Мендель жил полностью надеждой на приход Мошиаха. По утрам он подходил к окну, выглядывал наружу и печально замечал:

— Он ещё не пришёл, ибо мир ещё всё тот же.